# 大コメ騒動
『大コメ騒動』（だいコメそうどう）は、2021年1月8日に公開された日本映画。原案・監督は本木克英、主演は井上真央。なお、舞台となりかつ撮影が行われた富山県限定で同年1月1日に先行公開された。

## 概要
1918年に起きた米騒動の発端となった富山県で起きた“越中女房一揆”を基に、富山県の女房たちの奮闘を描く。
富山県出身の本木がメガホンを取り、立川志の輔、左時枝、柴田理恵、西村まさ彦、室井滋といった富山県出身の俳優が多数出演するほか、撮影は富山市の岩瀬浜や当時米蔵として使用されていた魚津市の旧十二銀行など、富山県内を中心に行われた。

## キャスト
- 松浦いと：井上真央
- 松浦利夫：三浦貴大
- 水野トキ：鈴木砂羽
- 小川サチ：舞羽美海
- 沢辺フジ：冨樫真
- 一ノ瀬実：中尾暢樹
- 池田雪：工藤遥
- ヒサ：吉本実憂
- 本郷萬作：窪塚俊介
- 熊澤剛史：内浦純一
- 水野源蔵：吹越満
- 松浦タキ：夏木マリ
- 尾上公作：立川志の輔
- 鷲田とみ：左時枝
- きみ：柴田理恵
- 鳥井鈴太郎：木下ほうか
- 活動家：西村まさ彦
- 黒岩仙太郎：石橋蓮司
- 清んさのおばば：室井滋

## スタッフ
- 監督・原案：本木克英
- 脚本：谷本佳織
- 音楽：田中拓人
- 主題歌：米米CLUB『愛を米て』（Sony Music Records）[3]
- プロデューサー：岩城レイ子
- プロダクション統括：木次谷良助
- 配給統括：増田英明
- キャスティングプロデューサー：福岡康裕
- 音楽プロデューサー：佐々木次彦
- ラインプロデューサー：石川貴博
- アシスタントプロデューサー：谷口夏美
- 撮影：南野保彦
- 美術：倉田智子
- 照明：江川敏則
- 録音：山本研二
- 装飾：鎌田康男
- 編集：川瀬功（J.S.E.）
- 整音：小林喬
- 音響効果：堀内みゆき
- メインタイトルデザイン：赤松陽構造
- スタントコーディネーター：東山龍平
- VFXスーパーバイザー：鎌田匡晃
- ヘアメイク：西村佳苗子
- スクリプター：小林加苗
- 俳優担当：高橋雄三
- 助監督：井上昌典
- 制作担当：曽根晋
- メイキング：井上雄介、門嶋貢誠
- プロダクションマネージャー：杉崎隆行
- プロダクション協力：東映東京撮影所
- 協賛：池田模範堂、YKK、北陸銀行
- 配給：ラビットハウス
- 制作協力：富山テレビ放送[2]
- 制作プロダクション：エース・プロダクション
- 製作：「大コメ騒動」製作委員会 (富山市、富山テレビ、大松青果、千代田ホテル、ユニゾーン、サンワールド、北日本新聞社、グランツテクノロジー、スピンドル、読売新聞社、エース・プロダクション)

## テレビ放送
2025年1月3日、富山テレビで地上波初放送された。放送時間は9時 - 11時35分。